# Zgodbe iz Narnije
Zgodbe iz Narnije je serija sedmih fantazijskih knjig britanskega pisatelja C. S. Lewisa. Pripoveduje o otrocih Luciji, Suzani, Petru, Edmundu, Digoryju, Poli, Evstahiju in Juliji ki večkrat pridejo v Narnijo in jo pomagajo rešiti pred različnim zlom.

## Vsebina

### 1. Čarovnikov nečak
Knjiga Čarovnikov nečak govori o nastanku pravljične dežele Narnije. V njej izvemo, kako sta nastali ulična svetilka in omara, zakaj nekatere živali govorijo in zakaj mora na vladarskem prestolu sedeti človek. Zgodba se začne v Londonu na začetku 20. stoletja, kjer se srečata dva otroka, Digory Kirke in Poli Plummer, ki pri svojem raziskovanju nekega dne vstopita skozi napačna vrata, ki ju pripeljejo v kabinet Digoryjevega strica Andreja, ki se je na skrivnem dolga leta posvečal magiji. Poli prepriča, da vzame enega njegovih čarobnih prstanov, ki jo v hipu ponesejo v drug svet, Digory pa je prisiljen priskočiti na pomoč prijateljici, zato se odpravi za njo. Čarobni prstani ju prinesejo v gozd med svetovi, od koder cela vrsta ribnikov vodi v nove dežele. Digory prepriča Poli v odkrivanje novih dežel in tako po skoku v enega izmed ribnikov pristaneta v deželi Čarn, kjer po nesreči prebudita mogočno in zlobno čarovnico Jadis. Ko ji poskušata ubežati, jo po nesreči potegneta za sabo, najprej v gozd med svetovi, nato pa še v sam London. V želji, da bi preprečila čarovničine uničevalne pohode po Angliji, jo Digory in Poli želita odpeljati nazaj v Čarn, toda skupaj s stricem Andrejem, kočijažem Frankom in njegovim konjem Jagodnikom, ki kasneje postane krilati konj Krilatec, pristanejo v Narniji na dan njenega stvarjenja. Priča so stvarjenju novega sveta, ki brsti in se rojeva pred njihovimi očmi. Spremljajo leva Aslana, stvarnika te dežele, ki s svojo pesmijo privablja iz zemlje živali in rastline. Izmed živali izbere nekaj parov (vedno samca in samico) ter jih spremeni v govoreče in razumne živali. Digoryja, ki je kriv za prihod zla (Jadis) v Narnijo, Aslan pošlje po jabolko življenja, ki bo vrsto let varovalo Narnijo pred čarovnico. Digory skupaj s Poli in Krilatcem uspešno opravi nalogo ter se upre tudi skušnjavam, ki mu jih na cilju zastavi čarovnica. Po levovih navodilih zasadi jabolko, Aslan pa iz Londona pokliče kočijaževo ženo Neli ter ju postavi za prvi vladarski par v Narniji - kralja Franka in kraljico Heleno. Digory za popotnico dobi zdravilno jabolko za svojo mater, ki doma čaka na smrtni postelji in ob zaužitju jabolka zares ozdravi. Iz pečk, ki jih posadi na vrtu (in kamor zakoplje tudi čarobne prstane), zraste krasna jablana iz katere Digory čez leta, kot odrasel mož, da stesati omaro ter jo postaviti v svojem dvorcu na podeželju. Skozi to omaro iz lesa čudežnega drevesa čez mnogo let v Narnijo vstopi Lucija v drugem delu Zgodb iz Narnije: Lev, čarovnica in omara

### 2. Lev, čarovnica in omara
Otroci Peter, Suzana, Lucija in Edmund se iz Londona zaradi nemških bombnih napadov preselijo na deželo k profesorju Kirkeju (Digoryu iz knjige Čarovnikov nečak) in po naključju skozi omaro, ki je bila stesana iz narnijskega drevesa pridejo v Narnijo. Tam jih Edmund izda Ledeni čarovnici Jadis, ki vlada Narniji in je ta zaradi nje zasnežena že 100 let. Ta ga je povsem omrežila in ga ujela v svojem gradu. Njegovi sestri in brat ga rešijo, nato pa skupaj odpotujejo v Aslanov tabor pri Kamniti mizi. Aslan reši Edmunda iz čarovničinih krempljev in čarovnica pride v tabor, saj zahteva, da ji izročijo Edmunda (temeljni zakon Narnije pravi, da vsak izdajalec pripada njej), vendar Aslan zanj žrtvuje sebe. Peter vodi čete v boj proti čarovnici in nenadoma se tam prikaže Aslan z vojsko, ki jo je rešil iz čarovničinega gradu. Premagajo čarovnico in ponovno osvobodijo Narnijo in štirje otroci ji zavladajo. Ti čez mnogo let, kot vladarji Narnije, po naključju spet najdejo omaro in se skoznjo vrnejo v hišo profesorja Kirkeja ter ugotovijo, da ni minil niti trenutek, odkar so odšli.

### 3. Konj in njegov deček
Knjiga govori o kalormenskem fantiču Šasti in govorečem konju Briju, ki se skupaj odpravita na dolgo popotovanje na sever, da bi ušla svojima krutima gospodarjema. Na poti srečata kalormensko princeso Aravis in njeno, prav tako govorečo, kobilo Hvino, ki sta prav tako zbežali, saj bi se Aravis sicer morala poročiti s princem, ki ji ni ugajal. Pot jih pripelje v mesto, v katerem sta trenutno tudi kraljica Suzana in kralj Edmund. Šasto zamenjajo za princa Korina, varovanca Suzane. Pri tem izve, da se je Princ Rabadaš zaljubil v Suzano in da bo napadel Pradeželo, če se ne poroči z njim. Šasta nato pobegne in se znova sreča z Aravis. Po dolgi poti čez puščavo končno pridejo v Pradeželo, deželo, ki se nahaja pred Narnijo in Šasta sporoči pradeželanskemu kralju, da jim preti nevarnost. Narnija pošlje pomoč kralju Lunu in ti premagajo Kalormence. Lun ugotovi, da je Šasta njegov izgubljeni sin Kor in da je dvojček Korina. Princ Kor (Šasta) pozneje tudi zavlada Pradeželi ter se poroči z Aravis, Bri in Hvina pa nadaljujeta pot v Narnijo.

### 4. Princ Kaspijan
Minilo je eno leto. Petra, Suzano, Lucijo in Edmunda neznana moč spet povleče v Narnijo, v ruševine njihovega gradu Cair Paravela. Tam ugotovijo, da je v Narniji medtem minilo že več kot tisoč let. Srečajo škrata, odposlanca princa Kaspijana, ki namerava s pomočjo zvestih, »Starih« Narnijcev spet osvojiti Narnijo in s prestola vreči svojega strica Miraza. Na koncu jim to uspe ter Kaspijan zavlada Narniji. Nekdanji kralji in kraljice se na dan kronanja odločijo oditi. Aslan na konce tudi pojasni Petru in Suzani, da se ne bosta več vrnila v Narnijo, pač pa se bosta samo Edmund in Lucija. 
Po knjigi je bil posnet tudi film. Del filma so snemali v Sloveniji v Bovcu ob reki Soči, kjer so zgradili lesen most čez reko. V filmu igrajo: Georgie Henley (Lucija), Skandar Keynes (Edmund), Anna Popplewell (Suzana), William Moseley (Peter), Ben Barnes (Kaspijan); film je režisiral Andrew Adamson.''

### 5. Potovanje Potepuške zarje
Lucija in Edmund se s svojim ošabnim bratrancem Evstahijem vrneta v Narnijo, na krov ladje Potepuška zarja, ki ji poveljuje Kaspijan in je na potovanju do Narnijskih Samotnih otokov in dokler ne najdejo sedmih  pogrešanih narnijskih lordov, ki jih je na morje poslal Miraz. Pristanejo na Samotnih otokih, kjer pa sploh ne priznavajo Narnijske oblasti ter po mnogih dogodivščinah srečajo Lorda Berna, enega izmed lordov, ter ga razglasijo za vojvodo Samotnih otokov. Plujejo naprej in naposled pridejo do otoka, kjer trije lordi spijo za veliko kamnito mizo, polno jedače. Srečajo Ramanduja in ta jim pove, da lahko lorde zbudijo le tako, da odplujejo na konec sveta in tam enega pustijo. Tako odplujejo naprej in na koncu sveta se izkrcajo Lucija, Edmund, Evstahij in mišak Cviličil. Srečajo Aslana in ta sprejme Cviličila, Lucijo, Edmunda in Evstahija pa pošlje domov.
Po knjigi je bil leta 2010 posnet tudi film.

### 6. Srebrni stol
V Narniji se je v mnogih letih zgodilo marsikaj. Kaspijan se je poročil z Ramandujevo hčerko, ter dobil sina Rilijana. Toda mlado kraljico ubije zelena kača, nedolgo zatem pa skrivnostno izgine tudi Rilijan. Po dolgih letih, ko postane Kaspijan že starec, Evstahij in njegova sošolka Julija prideta v Narnijo. Slišita zgodbo o Rilijanu in se odpravita na dolgo pot, da bi ga rešila. Pridruži se jima tudi Mlakočmer, močvirni krak (bitje precej dolgih udov) in odide z njima. Skupaj prehodijo nevarno pot, toda nazadnje jim uspe rešiti princa Rilijana, ki ga je ugrabila Zelena čarovnica, ta, ki je ubila njegovo mamo in se lahko spremeni v kačo. Nazadnje se Rilijan končno vrne h očetu Kaspijana, toda ta takoj po njunem srečanju umre. Evstahij in Julija se vrneta nazaj v svoj svet.

### 7. Zadnja bitka
Zviti opičnjak najde levjo kožo ter jo nadene neumnemu oslu Trapku in ga predstavlja kot Aslana. Gozdne živali izpolnjujejo čudne ukaze opičnjaka, ki pravi, da je Aslanov glasnik, a ta ukazuje sekati gozd in moriti živali. Kalormenci, ki z opičnjakom pripravljajo načrte, da bi vse Narnijce poslali v suženjstvo v Kalormen, ujamejo zadnjega narnijskega kralja Tirijana. Ta v mislih na pomoč pokliče otroke iz legend in tako prideta Jelka in Evstahij. Poskušajo se boriti proti Kalormencem, a jim ne uspe, saj jih je preveč. Naposled jih nekdo potisne v hlev, v katerem naj bi bil Aslan (v resnici preoblečen osel Trapko) in kamor ne sme nihče vstopiti; a ti ugotovijo, da je tu travnik. Tam srečajo Digorya, Poli, Lucijo, Petra in Edmunda. Kraljice Suzane ni. Z zvijačami poskusijo premagati Kalormence, a takrat se pojavi pravi Aslan in vsa živa bitja pošlje skozi ogromna vrata ter uniči Narnijo.Otroci se znajdejo v svetu, ki je podoben Narniji, a ni enak, je pravzaprav bolj resničen. Tam jim Aslan pove, da so v resnici mrtvi in da so umrli v železniški nesreči. Tam nato živijo vekomaj.